# Биварасб
Биварасп («обладающий мириадом коней») — один из злых духов в зороастрийской религии, иначе называемый Ажи-Дахака. В мусульманскую эпоху этот образ сохранился в персидской мифологии; он фигурирует в Шах-нама как чудовище с двумя змеями, растущими из плеч. Арабские писатели называют его Даххак Биварасб (или просто Даххак, или Биварасб). Согласно легендам, герой персидского эпоса Афридун положил конец господству Даххака (Бивараспа), затворив его в гору Демавенд. Один из мифов о победе над ним Афридуна сообщает Ибн ал-Калби, рассказ которого приводится Йакутом при описании горы Дунбаванд. Как следует из текста «Второй записки», источником сведений о Бивараспе для Абу Дулафа служили поверия, распространенные среди жителей Дунбаванда.